# Solanum reductum
Solanum reductum är en potatisväxtart som beskrevs av Conrad Vernon Morton. Solanum reductum ingår i släktet skattor som ingår i familjen potatisväxter. Inga underarter finns listade i Catalogue of Life.